# Provinciale weg 560
De provinciale weg 560 (N560) is een voormalige provinciale weg in de Nederlandse provincie Limburg. De weg vormt een verbinding tussen Panningen en de N277 ten zuiden van de aansluiting op de A67 ter hoogte van de buurtschap Vliegert. De weg maakt deel uit van N275 (Nederweert - Blerick).
De weg is uitgevoerd als tweestrooks-gebiedsontsluitingsweg met een maximumsnelheid van 80 km/h. De weg draagt achtereenvolgens de namen Ninnesweg en Sevenumsedijk.
Sinds 1996 wordt op de bewegwijzering langs de N560 het nummer N275 gebruikt. Deze weg verloopt van Nederweert naar Blerick met een onderbreking tussen de buurtschap Heide en Koningslust. Tot 1996 werd de doorlopende route bewegwijzerd via Panningen, maar om de dorpskern te ontzien werd de route verlegd naar de N560 en N277. Op de N277 wordt de N275 indirect bewegwijzerd (witte tekst op een blauwe achtergrond).
N62 · N69 · N251 · N252 · N253 · N254 · N255 · N256/A256 · N257 · N258 · N260 · N261 · N262 · N263 · N264 · N266 · N267 · N268 · N269 · N270/A270 · N271 · N272 · N273 · N274 · N275 · N276 · N277 · N278 · N279 · N280 · N281 · N282 · N283 · N284 · N285 · N286 · N287 · N288 · N289 · N290 · N291 · N292 · N293 · N294 · N295 · N296 · N296n · N297 · N298 · N300 · N321 · N322 · N324 · N329 · N389 · N394 · N395 · N396 · N397

N556 · N562 · N564 · N570 · N572 · N590 · N595 · N598 · N601 · N602 · N605 · N607 · N612 · N613 · N615 · N616 · N617 · N618 · N620 · N622 · N625 · N629 · N631 · N632 · N637 · N638 · N639 · N640 · N641 · N651 · N652 · N653 · N654 · N655 · N656 · N658 · N659 · N660 · N661 · N662 · N663 · N664 · N665 · N666 · N667 · N668 · N669 · N670 · N671 · N673 · N674 · N675 · N676 · N682 · N683 · N686 · N689 · N690 · N831 · N843

Voormalige provinciale wegen: N299 · N551 · N552 · N553 · N554 · N555 · N560 · N561 · N563 · N565 · N566 · N567 · N568 · N571 · N574 · N580 · N581 · N582 · N583 · N584 · N585 · N586 · N587 · N588 · N589 · N591 · N592 · N593 · N594 · N596 · N597 · N603 · N604 · N606 · N608 · N610 · N611 · N614 · N619 · N621 · N623 · N624 · N626 · N628 · N630 · N634 · N642 · N657